# Rolf Baier
Rolf Baier (* 27. November 1918; † nach 1950) war ein deutscher Fußballspieler vom FC Schweinfurt 05, welcher zumeist im WM-System als rechter Verteidiger in der damals erstklassigen Fußball-Oberliga Süd  von 1945 bis 1950 insgesamt 126 Ligaspiele für die Grün-Weißen aus Unterfranken absolviert hat. Zuvor hatte er im Jahr 1939 mit Schweinfurt die Meisterschaft in der Gauliga Bayern gewonnen und danach in der Endrunde um die deutsche Fußballmeisterschaft gespielt.

## Laufbahn
Bereits mit 20 Jahren feierte das Nachwuchstalent Rolf Baier mit dem FC Schweinfurt 05 in der Gauliga Bayern in der Saison 1938/39 den Gewinn der Meisterschaft. Am 2. April 1939 gewannen die Schweinfurter mit 2:1 bei Titelverteidiger 1. FC Nürnberg und waren Gaumeister vor TSV München 1860 und den drei punktgleichen Teams von SSV Jahn Regensburg, Neumeyer Nürnberg und 1. FC Nürnberg. In der Endrunde um die deutsche Fußballmeisterschaft hatte der Gaumeister aus Bayern in der Gruppenphase gegen die Meister aus Sachsen (Dresdner SC) und Sudetenland (Warnsdorfer Fußball-Klub) anzutreten. Nach den zwei Auftakterfolgen von Dresden (3:1) und Schweinfurt (4:1) gegen Warnsdorf war klar, die Entscheidung musste in den zwei Spielen der Siegermannschaften fallen. Am 16. April gewannen die Mannen um Albin Kitzinger und Andreas Kupfer das Heimspiel vor 15.000 Zuschauern in Bamberg mit 1:0 (Torschütze Paul Gorski) gegen den DSC und im Rückspiel revanchierten sich die Sachsen ebenfalls mit einem 1:0 in der 78. Minute durch Heinrich Schaffer vor 40.000 Zuschauern im Chemnitzer Stadion.  In allen vier Spielen hatte der 20-jährige Baier die rechte Verteidigerrolle bekleidet. Es herrschte Punktgleichheit von 6:2 zwischen Dresden und Schweinfurt und beide Teams hatten auch jeweils neun Tore erzielt; durch ein Gegentor weniger wurde das Team um Willibald Kreß, Heinz Hempel, Walter Dzur, Heiner Kugler, Heinrich Schaffer, Helmut Schön und Heinz Kapitän dann Gruppensieger und für den Bayernmeister war die Endrunde beendet.
In der Ausarbeitung von Markwart Herzog (Hrsg.) über den „Fußball zur Zeit des Nationalsozialismus“ ist im Kapitel „Militärfußball – Truppenbetreuung – Unterhaltung“ im Abschnitt über die Militärmannschaft Burgstern Noris im Text wie auch im Bildmaterial Rolf Baier mehrmals aufgeführt. Er gehörte im Zweiten Weltkrieg als Spieler dieser Wehrmachtself an.
In der nach Ende des Zweiten Weltkriegs beginnenden Oberliga Süd bildete Baier zusammen mit dem fünf Jahre jüngeren Ludwig Merz vor Torhüter Fritz Käser zumeist das Nullfünfer Verteidigerpaar. In der Läuferreihe dominierte das Außenläuferpaar der glorreichen „Breslau-Elf“, Albin Kitzinger und Andreas Kupfer. Mit Mittelläufer Karl Kupfer (* 27. Februar 1921) und nochmals Karl Kupfer (* 12. Juli 1921) einem Allrounder aber „Molli“ gerufen, waren zur gleichen Zeit drei Stammspieler bei den Grün-Weißen im Einsatz mit dem Familiennamen Kupfer. Baier und Kollegen spielten nicht um die Spitzenplätze in Süddeutschland mit, konnten aber auf Grundlage der soliden Deckungsarbeit Jahr für Jahr die Klasse halten.
Das letzte Oberligaspiel des ehemaligen Gauligaspielers datiert vom 5. März 1950, als Schweinfurt das Heimspiel gegen den 1. FC Nürnberg vor 12.000 Zuschauern mit 1:2 verlor. Im Sommer 1950 beendete er nach Jahren in der Gauliga Bayern, des Zweiten Weltkriegs und fünf Runden Oberliga Süd, mit insgesamt 126 Oberligaeinsätzen seine Spielerlaufbahn.